# Nejtral'nye vody
Nejtral'nye vody (Нейтральные воды) è un film del 1968 diretto da Vladimir Borisovič Berenštejn.